# ويلهلم لينز
ويلهلم لينز (بالألمانية: Wilhelm Lenz)‏ هو فيزيائي ألماني، ولد في 8 فبراير 1888 في فرانكفورت في ألمانيا، وتوفي في 30 أبريل 1957 في هامبورغ في ألمانيا.